# Departamento del Cesar
Koordinaten: 9° 18′ N, 73° 30′ W
Das Departamento del Cesar ist ein Departamento in der Región Caribe im Nordosten Kolumbiens. 
Es grenzt im Osten an Venezuela und ist sonst umgeben von den Departamentos de La Guajira im Norden, Norte de Santander im Osten, Santander im Süden und Bolívar und Magdalena im Westen.
In der Landwirtschaft werden unter anderem Baumwolle, Reis, Bananen, Zuckerrohr, Afrikanische Palme und Sorghum angebaut.
Viehzucht wird im Norden und Süden der Provinz betrieben. An Bodenschätzen sind Kohle, Öl und Kalkstein vorhanden.
Unweit der Hauptstadt Valledupar, in der Sierra Nevada de Santa Marta, liegen die beiden höchsten Gipfel des Landes – der Pico Cristóbal Colón und der Pico Simón Bolívar sowie der zugehörige Nationalpark Parque Nacional Natural Sierra Nevada de Santa Marta.

## Administrative Unterteilung
Das Departamento del Cesar besteht aus 25 Gemeinden (municipios). Diese untergliedern sich in einen Gemeindekern (Cabecera Municipal) und dem Umland (Resto Rural). Das Umland wiederum wird weiter unterteilt in sogenannte Polizeiinspektionen (Inspecciones de Policía Municipal), kleinere Ämter (Corregimientos), Siedlungszentren (Centros Poblados) und Gehöfte (Caseríos). Im Folgenden verzeichnet sind die Gemeinden mit ihrer Gesamteinwohnerzahl aus der Volkszählung des kolumbianischen Statistikamtes DANE aus dem Jahr 2018, hochgerechnet für das Jahr 2022.
| Gemeinde            | Einwohnerzahl 2022 |
| ------------------- | ------------------ |
| Aguachica           | 122.902            |
| Agustín Codazzi     | 66.979             |
| Astrea              | 21.812             |
| Becerril            | 24.138             |
| Bosconia            | 44.878             |
| Chimichagua         | 37.519             |
| Chiriguaná          | 30.687             |
| Curumaní            | 41.080             |
| El Copey            | 32.777             |
| El Paso             | 42.322             |
| Gamarra             | 16.429             |
| González            | 4.731              |
| La Gloria           | 19.105             |
| La Jagua de Ibirico | 52.771             |
| La Paz Robles       | 30.657             |
| Manaure             | 11.221             |
| Pailitas            | 20.407             |
| Pelaya              | 23.085             |
| Pueblo Bello        | 30.491             |
| Río de Oro          | 18.427             |
| San Alberto         | 29.472             |
| San Diego           | 21.199             |
| San Martín          | 29.794             |
| Tamalameque         | 16.766             |
| Valledupar          | 552.048            |